# Relations entre l'Algérie et le Vietnam
Les relations entre l'Algérie et le Vietnam se réfèrent aux relations bilatérales et diplomatiques entre la République algérienne démocratique et populaire et la République socialiste du Viêt Nam. 

## Présentation
Le Vietnam reconnait l'Algérie sous sa forme contemporaine (via le Gouvernement Provisoire de la République Algérienne) depuis 1958.
Les deux pays ont établi des relations diplomatiques officielles en 1962, bien que le lien entre l’Algérie et le Vietnam ait été enregistré beaucoup plus longtemps que l’histoire moderne.
Les deux pays sont membres du Groupe des 77.

### Représentations officielles
L’Algérie a une ambassade à Hanoï tandis que le Vietnam a une ambassade à Alger.

### Relations historiques
Les relations entre l’Algérie et le Vietnam sont les relations les plus anciennes entre le Vietnam et un pays du monde arabe.
Les relations entre ces deux pays ont également été renforcées par leur soutien mutuel dans lutte contre l'occupation coloniale.
Lorsque la France occupa le Vietnam au XIXe siècle, le roi Hàm Nghi du Vietnam est exilé en Algérie. Bien que ne pouvant jamais retourner dans son pays, il bénéficiera de l'aide des Algériens pour échanger avec sa famille. À la suite de la victoire algérienne de la révolution algérienne, il quittera l'Algérie et vivra en France avec une femme Pied-Noir.

### Relations modernes

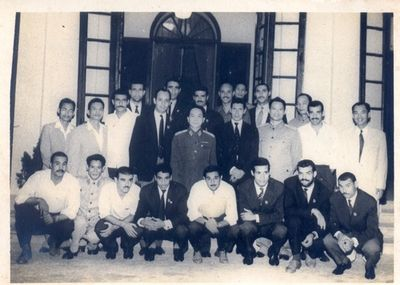
En 1959, le général Giap reçoit l'Équipe du Front de libération nationale algérien de football.

#### Relations culturelles
A Hanoï, le lycée algéro-vietnamien est le symbole d’une forte relation algéro-vietnamienne. A Alger, Hồ Chí Minh est nommé dans plusieurs rues en raison de son influence pour le mouvement de libération algérien. La Fête nationale du Vietnam a été célébrée en Algérie pour la première fois en 2007.

#### Relations économiques
D'après les données du Centre national d'Algérie pour la promotion du commerce extérieur (Algex), les échanges commerciaux entre les deux pays ont atteint 262,5 millions de dollars en 2021, puis ont totalisé 140 millions de dollars au cours des six premiers mois de 2022.
L'Algérie est reconnue comme l'un des partenaires commerciaux à fort potentiel du Vietnam, offrant des produits que les entreprises vietnamiennes ont besoin d'importer, notamment le pétrole et le gaz, le phosphate, les dattes et l'huile d'olive. En retour, le Vietnam peut exporter vers l'Algérie des produits tels que le café, le poivre, les noix de cajou, le riz et des produits aquatiques.
Le Vietnam est l'un des principaux fournisseurs de café de l'Algérie. En 2024, les entreprises vietnamiennes ont exporté 34 158 tonnes de grains de café vert vers l'Algérie, générant des revenus de 127,4 millions de dollars, selon des médias vietnamiens.

#### Relations bilatérales
Considérée comme la plus ancienne relation entre le Vietnam et une nation arabe, l’Algérie et le Vietnam partagent des similitudes et des intérêts politiques communs. Les deux pays soutiennent la cause du Sahara occidental et ont établi des liens avec la République arabe sahraouie démocratique. Il y a aussi une coopération militaire entre eux, qui remonte à la guerre d’Algérie.
Le Vietnam a été l'hôte des présidents Houari Boumediene, Liamine Zeroual, et Abdelaziz Bouteflika, ainsi que de nombreux autres hauts dirigeants du gouvernement et de l'Assemblée nationale d'Algérie,.